# Да працы
Да працы (у зв'язку з репресіями польських властей видавці 15 разів змінювали назву газети: «Наша праца» (1-29 жовтня 1927), «Праца» (5-23 листопада 1927), «Права працы» (7-24 грудня 1927), «Навагодняя праца» (27 грудня 1927), «Думка працы» (4-28 січня 1928), «Сіла працы» (1-24 лютого 1928), «Воля працы» (12-31 березня 1928), «Красавік» (5 квітня 1928), «Голас працы» (14 квітня-30 травня 1928), «Зара працы» (2-29 червня 1928), «Сцяг працы» (4-31 липня 1928), «Доля працы» (3-29 серпня 1928), «Рэха працы» (1-29 вересня 1928), «Слова працы» (5-31 жовтня 1928), «За працу» (5-27 листопада 1928), «Да працы» (з 1 грудня 1928)) — газета революційно-демократичного спрямування в Західній Білорусі. Видавалася з 1 жовтня 1927 до 16 грудня 1928 року у Вільнюсі білоруською мовою 2 рази на тиждень. Продовжувала традиції газет Білоруської селянсько-робочої громади (БСРГ). 3 12 березня 1928 орган Білоруського селянсько-робітничого посольського клубу «Змагання».
Мала рубрики «Політична хроніка», «Виборча хроніка», «3 сейму» та ін. Писала про важке соціально-економічне становище трудящих Західної Білорусі, національно-визвольний рух, розбіжності між представниками ідей соціалістичної і національної орієнтації в боротьбі за соціальне і національне визволення, історію створення та діяльність різних партій і організацій, Польської соціалістичної партії, Білоруської християнської демократії, Білоруської селянської спілки та ін. Висвітлювала підготовку, вибори і роботу польського сейму, інформувала про хід судового процесу над діячами БСРГ. На сторінках газети розміщено виступи білоруських послів в польському сеймі, статті з нагоди 10-ї річниці незалежності Польщі, матеріали про культурне життя в Західній Білорусі, вірші М. Василька, Ф. Ільяшевіча, О. Сологуба, та ін. У рубриці «Маленький фейлетон» матеріали І. Маразовіча (під псевд. Я. Маланка), переклади на білоруську мову окремих творів В. Короленка.
Вийшло близько 120 номерів, з них понад 50 вилучено. Газета закрита польською владою.